# Кубок мира по горному бегу 2004
20-й Кубок мира по горному бегу прошёл 4 и 5 сентября 2004 года в городе Саузе-д’Ульс (Пьемонт, Италия). Участники соревновались в дисциплине горного бега «вверх». Разыгрывались 8 комплектов наград: по четыре в индивидуальном и командном первенствах (мужчины, женщины, юниоры и юниорки до 20 лет). Среди юниоров могли выступать спортсмены 1985 года рождения и моложе.
Кубок мира состоялся в альпийской долине Валь-ди-Суза в итальянском Пьемонте. Здесь же, но в других городах (Бардонеккья и Суза), проходил турнир 1992 года. В этот раз участники расположились в небольшом городе Саузе-д’Ульс у подножия горы Монте-Женеврис. Финиш дистанции находился на горнолыжном курорте Спортиния на высоте 2137 метров над уровнем моря. Старт находился в трёх разных местах в зависимости от длины забега: женщины и юниоры начинали борьбу в центре города, мужчины уходили на трассу в городском районе Жовенсо.
Соревнования прошли в тёплую и солнечную погоду. На старт вышли 354 бегуна (157 мужчин, 82 женщины, 77 юниоров и 38 юниорок) из 34 стран мира. Каждая страна могла выставить до 6 человек в мужской забег, до 4 человек — в женский и юниорский и до 3 человек — среди юниорок. Сильнейшие в командном первенстве определялись по сумме мест четырёх лучших участников у мужчин, трёх лучших — у женщин и юниоров, двух лучших — у юниорок.
17-летняя Юлия Мочалова из России одержала уверенную победу в забеге юниорок, опередив серебряного призёра почти на полторы минуты. Второе и третье места заняли бегуньи из Словении Люция Кркоч и Матея Косовель, благодаря чему защитили титул чемпионок в командном зачёте.
Малоизвестные легкоатлеты из Эритреи финишировали на первом, втором и четвёртом местах среди юниоров и обеспечили уверенную победу в командном первенстве. Индивидуальное золото завоевал Хабен Мохаммед, а разбавить африканскую гегемонию удалось мексиканцу Хуану Карлосу Карере, поднявшемуся на третью ступень пьедестала.
В женском забеге была близка к своей первой победе на Кубке мира чемпионка Европы Анна Пихртова из Чехии. На вершине подъёма она имела преимущество в 20 метров перед итальянкой Розитой Ротой-Гельпи. До финиша оставалась относительно равнинная часть длиной 400 метров, и именно на ней Рота-Гельпи смогла обойти лидера и стать двукратной чемпионкой. При этом Пихртова, завоевавшая серебряную медаль, двумя неделями ранее бежала марафон на Олимпийских играх в Афинах, где заняла 28-е место с результатом 2:40.58.
Ещё меньше времени на восстановление было у другого участника Олимпийских игр Джонатана Уайатта. Старт новозеландца в Афинах был за неделю до Кубка мира — он финишировал на 21-м месте в мужском марафоне со временем 2:17.45. Тем не менее, подобная частота выступлений не помешала Уайатту в четвёртый раз в карьере выиграть Кубок мира на дистанции «вверх». Конкуренцию ему пытался составить Тесфайоханнес Месфин из Эритреи, но после основной горной части проиграл чемпиону больше минуты.

## Медалисты
Курсивом выделены участники, чей результат не пошёл в зачёт команды.

### Мужчины
| Дисциплина                                  | Золото | Золото  | Серебро                                                                                 | Серебро  | Бронза                                                                                                 | Бронза   |
| ------------------------------------------- | --- | ------- | --------------------------------------------------------------------------------------- | -------- | --- | -------- |
| 10,14 км перепад высот: +1017 м −250 м      | Джонатан Уайатт Новая Зеландия                                                                               | 48.47   | Тесфайоханнес Месфин Эритрея                                                            | 50.04    | Раймон Фонтен Франция                                                                                  | 50.26    |
| 10,14 км (команды)                          | Италия · Марко Гайярдо · Марко Де Гаспери · Давиде Кикко · Габриэле Абате · Роберто Порро · Антонио Молинари | 44 очка | Эритрея · Тесфайоханнес Месфин · Теклемариам Мерид · Теклесенбет Фетле · Мехари Ахфером | 66 очков | Швейцария · Себастьен Эпине · Алексис Же-Фабри · Тони Йоль · Тарджис Анчай · Стефан Жоли · Жорж Волери | 75 очков |
| Юниоры 8,46 км перепад высот: +862 м −250 м | Хабен Мохаммед Эритрея                                                                                       | 45.16   | Кифлом Сиум Эритрея                                                                     | 45.42    | Хуан Карлос Карера Мексика                                                                             | 46.07    |
| Юниоры 8,46 км (команды)                    | Эритрея · Хабен Мохаммед · Кифлом Сиум · Биниам Тевелде · Кидане Гебреселаси                                 | 7 очков | Турция · Нихат Кая · Седат Гюнен · Мугдат Озтюрк                                        | 29 очков | Италия · Бернард Дематтеис · Маттиа Ропполо · Мартин Дематтеис · Руджеро Гецци                         | 30 очков |

### Женщины
| Дисциплина                                  | Золото                                                                                 | Золото   | Серебро                                                              | Серебро  | Бронза                                                       | Бронза   |
| ------------------------------------------- | -------------------------------------------------------------------------------------- | -------- | -------------------------------------------------------------------- | -------- | ------------------------------------------------------------ | -------- |
| 8,46 км перепад высот: +862 м −250 м        | Розита Рота-Гельпи Италия                                                              | 50.27    | Анна Пихртова Чехия                                                  | 50.37    | Андреа Майр Австрия                                          | 50.52    |
| 8,46 км (команды)                           | Италия · Розита Рота-Гельпи · Антонелла Конфортола · Флавия Гавильо · Матильда Равицца | 14 очков | Австрия · Андреа Майр · Петра Зуммер · Сандра Бауман · Патриция Рауш | 49 очков | США · Анита Ортис · Лаура Хефели · Эрика Ларсон · Лиза Айсом | 50 очков |
| Юниорки 3,57 км перепад высот: +447 м −60 м | Юлия Мочалова Россия                                                                   | 26.40    | Люция Кркоч Словения                                                 | 28.11    | Матея Косовель Словения                                      | 29.48    |
| Юниорки 3,57 км (команды)                   | Словения · Люция Кркоч · Матея Косовель · Сузана Младенович                            | 5 очков  | Россия · Юлия Мочалова · Татьяна Макарова · Наталья Немкина          | 7 очков  | Польша · Доминика Висневская · Дагмара Хандзлик · Ивона Бота | 17 очков |

## Медальный зачёт
Медали завоевали представители 13 стран-участниц.
 Принимающая страна
| Место | Страна         | Золото | Серебро | Бронза | Всего |
| ----- | -------------- | ------ | ------- | ------ | ----- |
| 1     | Италия         | 3      | 0       | 1      | 4     |
| 2     | Эритрея        | 2      | 3       | 0      | 5     |
| 3     | Словения       | 1      | 1       | 1      | 3     |
| 4     | Россия         | 1      | 1       | 0      | 2     |
| 5     | Новая Зеландия | 1      | 0       | 0      | 1     |
| 6     | Австрия        | 0      | 1       | 1      | 2     |
| 7     | Турция         | 0      | 1       | 0      | 1     |
| 7     | Чехия          | 0      | 1       | 0      | 1     |
| 9     | Мексика        | 0      | 0       | 1      | 1     |
| 9     | Польша         | 0      | 0       | 1      | 1     |
| 9     | США            | 0      | 0       | 1      | 1     |
| 9     | Франция        | 0      | 0       | 1      | 1     |
| 9     | Швейцария      | 0      | 0       | 1      | 1     |
| Всего | Всего          | 8      | 8       | 8      | 24    |